# Comuna Mîhailivka, Novomoskovsk
Mîhailivka (în ucraineană Михайлівка) este o comună în raionul Novomoskovsk, regiunea Dnipropetrovsk, Ucraina, formată din satele Levențivka și Mîhailivka (reședința).

## Demografie
Componența lingvistică a satului Mîhailivka
     Ucraineană (93,81%)
     Rusă (5,16%)
     Alte limbi (0,3%)
Conform recensământului din 2001, majoritatea populației satului Mîhailivka era vorbitoare de ucraineană (93,81%), existând în minoritate și vorbitori de rusă (5,16%).